# Приходь як є
Приходь як є (англ. Come as You Are), також Аста ла віста (Hasta la Vista) — бельгійський драматичний фільм 2011 року, за участю акторів Жілль Де Шрайвер, Робрехт Ванден Торен, Том Ауденарт і Ізабель де Гертог. Фільм зрежисований Джеффрі Ентховеном, оснований на реальних подіях. Він отримав приз глядацьких симпатій на 25 церемонії премії «Європейський кіноприз». Фільм також переміг в категорії Найпопулярніший фільм 2011 на Монреальському кінофестивалі.

## Опис
Слоган фільму: «Аста ла віста, незайманість!»
Історія трьох молодих людей, що обожнюють красиве життя, але ні разу не спали з жінкою, тому що один з них сліпий, другий пересувається на колясці, а третій і зовсім паралізований. У пошуках жінок вони втрьох вирушають до Іспанії.